# Persicaria maculosa
Persicaria maculosa es una planta anual perteneciente la familia de las Polygonaceae, comúnmente conocida como persicaria. También llamada cresta de gallo, duraznillo común, hierba de santa María, hierba pejiguera y moco de pavo. 

## Distribución

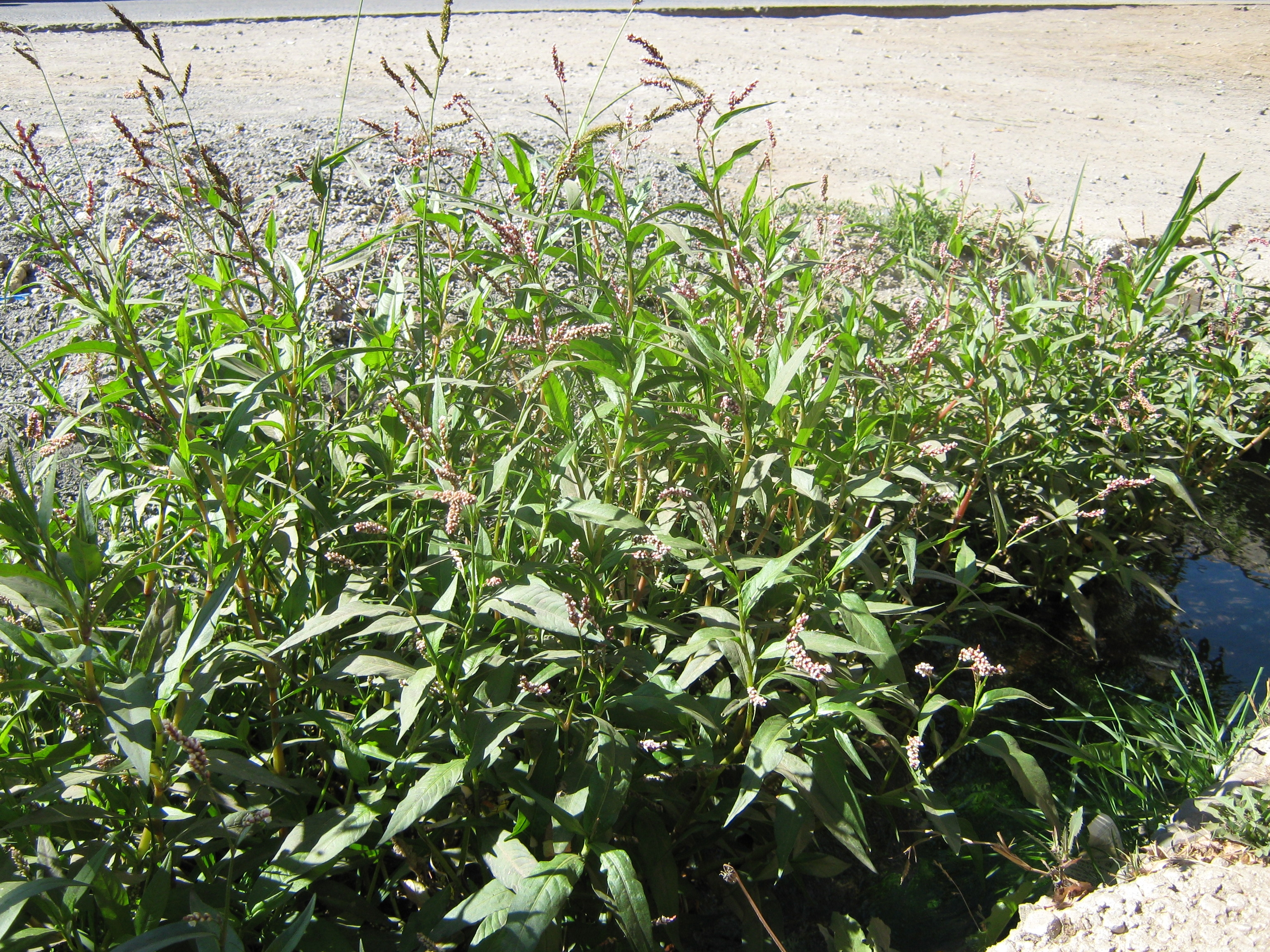
Vista de la planta

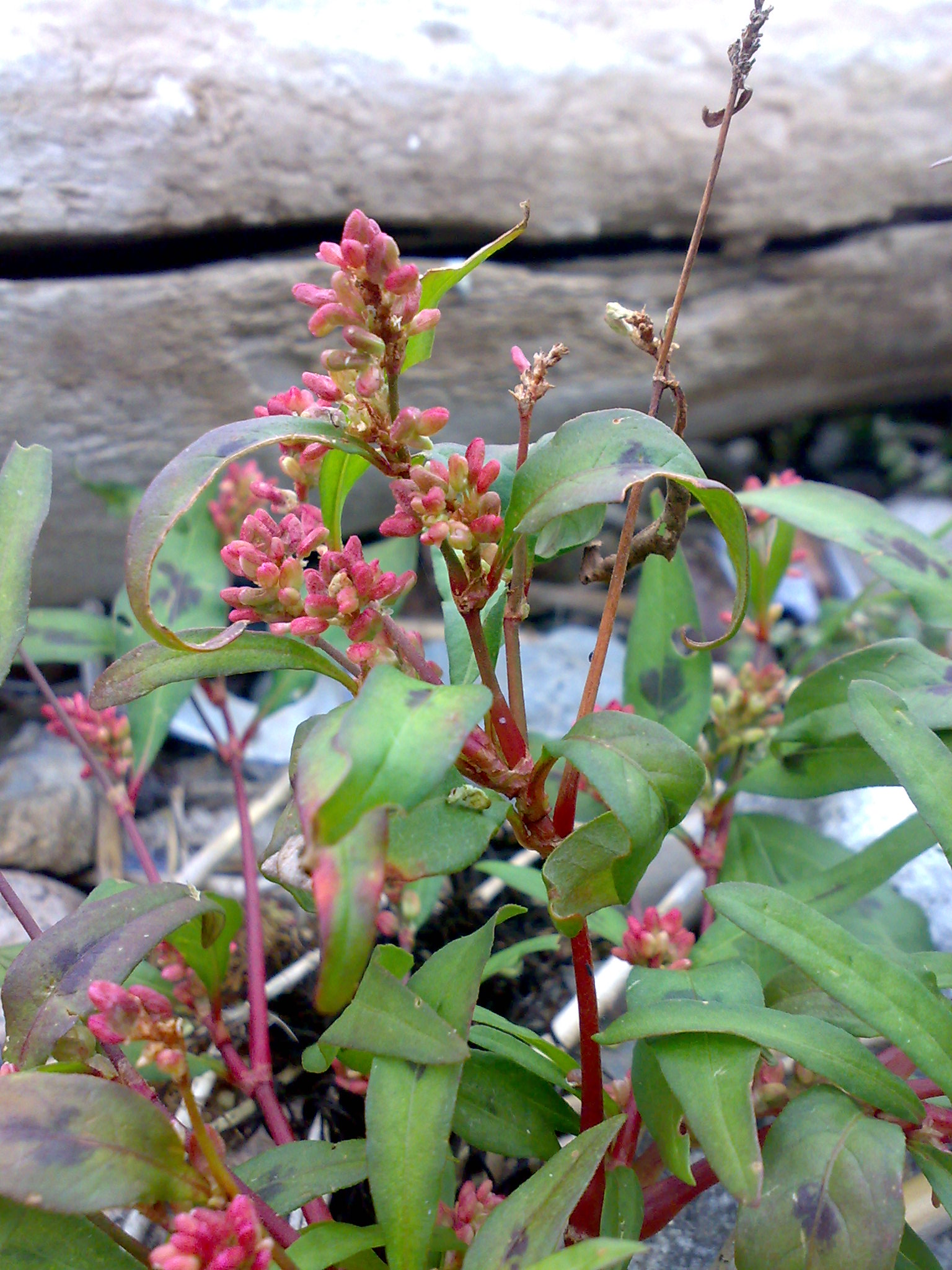
En su hábitat

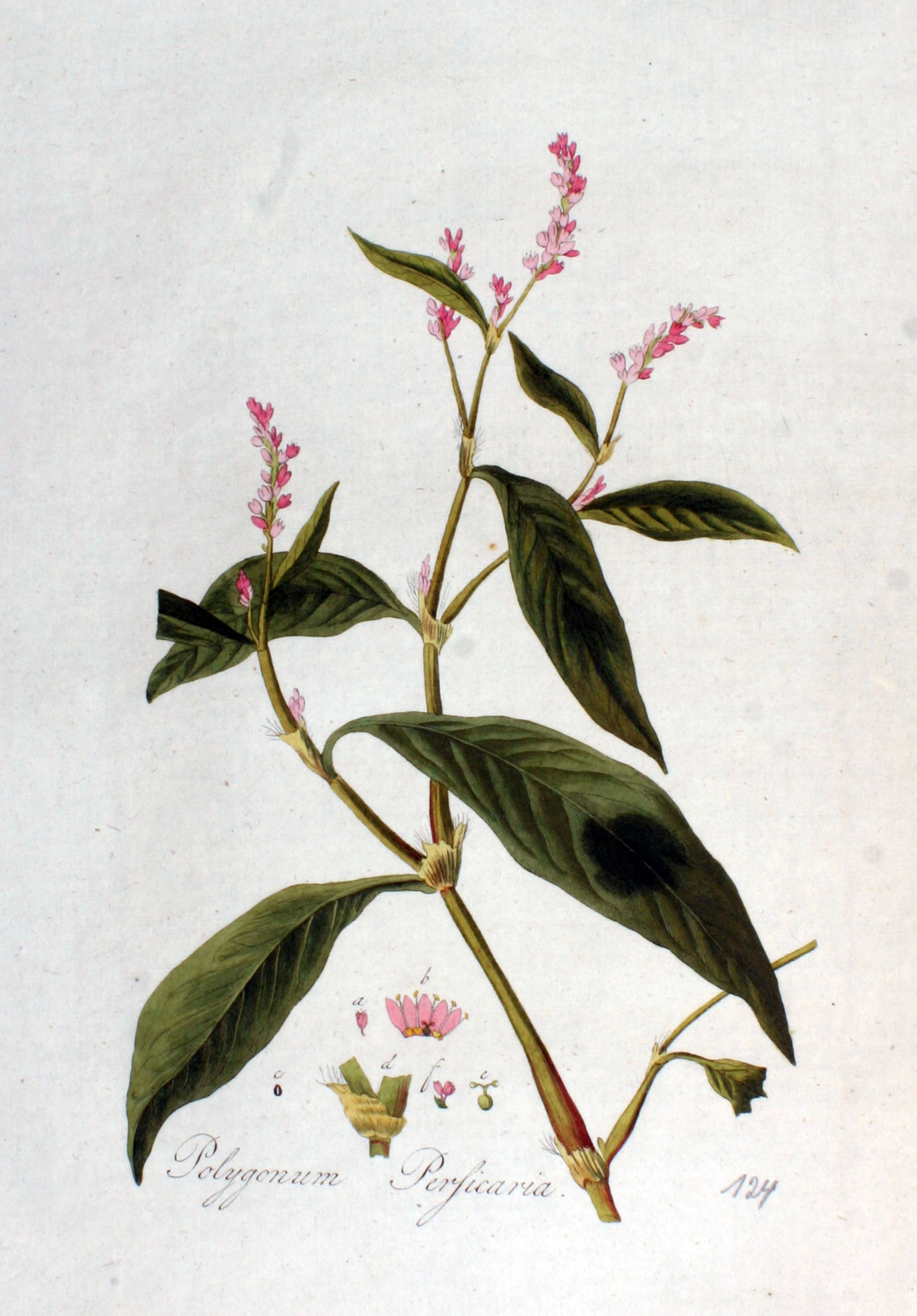
Ilustración en Flora Batava

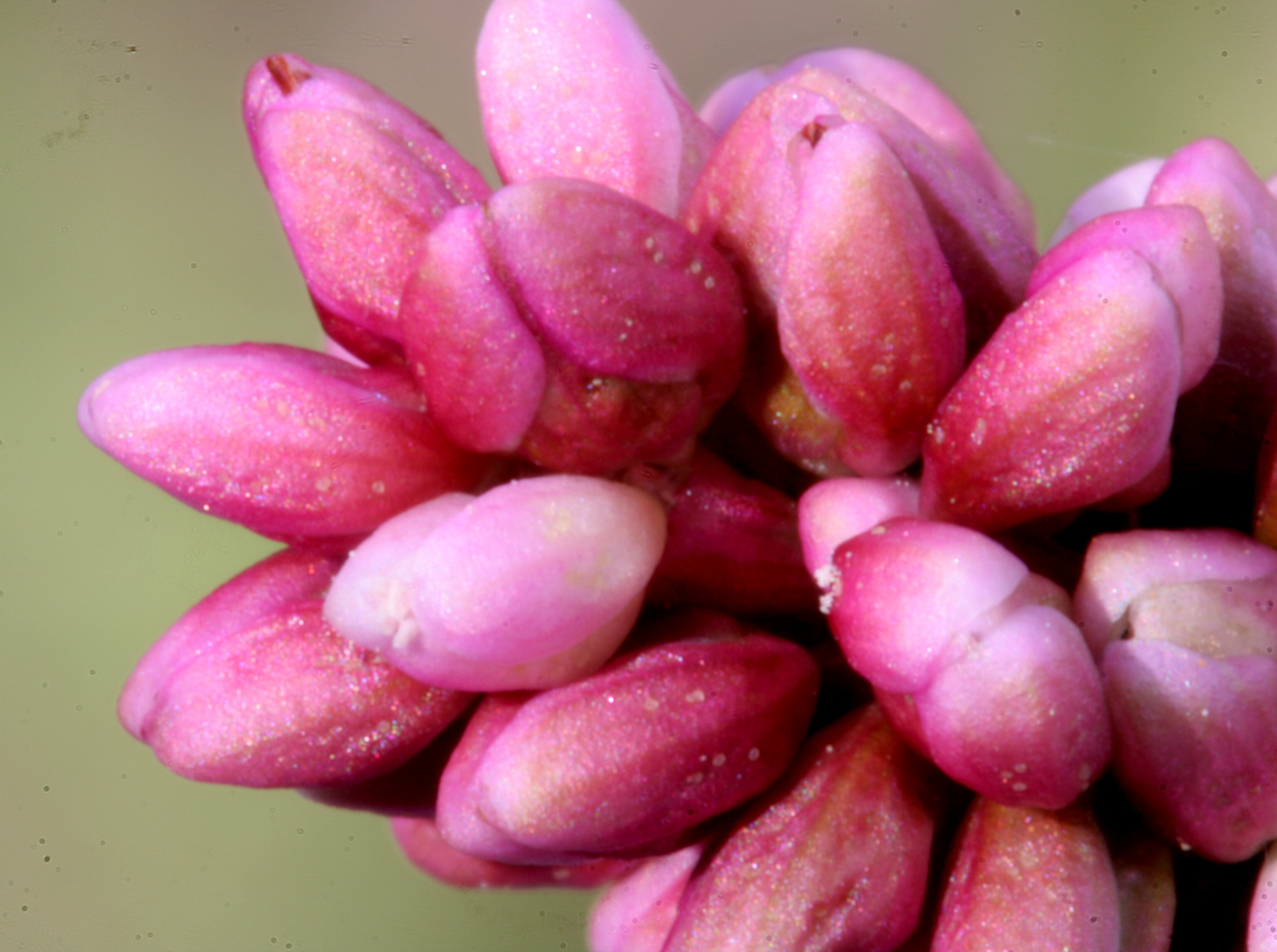
Detalle de la flor

La persicaria se encuentran primordialmente, en las regiones templadas del hemisferio norte. Es nativa de Europa y Asia, donde puede ser confundida con  Polygonum minus, pero el P. minus tiene las hojas más estrechas, normalmente de menos de 1 cm de anchura.
Fue introducida en Norteamérica, donde se encuentra naturalizada en todos los estados del centro, encontrándose a lo largo de bordes de caminos, bancos de arena de los ríos, y en terrenos incultos. En los EE. UU., es muy similar a Polygonum pensylvanicum, pero Persicaria tiene un penacho de pelos en el extremo de la ocrea, algo que falta en el poligonum de Pennsylvania.

## Descripción
La persicaria es una planta de ciclo vital anual, con una altura que varía desde los veinte centímetros hasta llegar al metro.

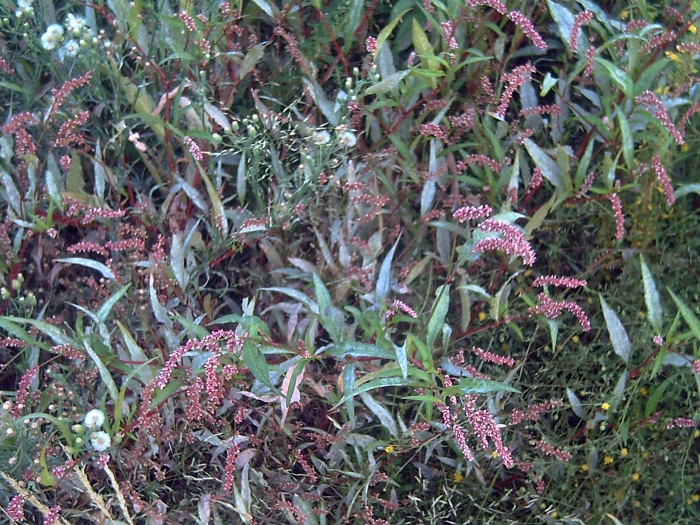
Persicaria maculosa planta y hábitat

Su tallo es muy recto, pero en determinadas circunstancias puede inclinarse hasta caer al suelo, entonces de cada nudo se genera una nueva raíz que mantiene la planta unida al suelo, para con el tiempo volver a elevar otros tallos verticales y rectos.
Con hojas de bordes lisos afilados, son lanceoladas estrechas, de 8 a 10 cm de longitud. Las hojas presentan frecuentemente puntos marrones o negros, a veces con una mancha oscura grande en el centro y, a veces, con el envés tomentoso. 
Las flores pueden ser blancas, rosas, o rojas presentándose en unas panículas. Florecen desde inicios del verano hasta finales del otoño. Sus frutos son un aquenio trígono

## Cultivo y usos
Esta planta contiene persicarina y taninos. En medicina, el Poligonium se usa contra la diarrea (gracias al ácido tánico, que ayuda a cortar este tipo de afecciones). Las hojas frescas se utilizan a nivel tópico para cortar las hemorragias de heridas, resultando bastante eficaz a la hora de curar llagas y úlceras dérmicas.
Las hojas y brotes tiernos, se pueden comer, tienen buen sabor y son muy nutritivas en ensaladas. Se encuentra frecuentemente como maleza y raramente como planta cultivada.
Estas plantas producen un tinte amarillo que con alumbre se usa como mordiente. 

## Taxonomía
Persicaria maculosa fue descrita por Samuel Frederick Gray y publicado en A Natural Arrangement of British Plants 2: 269. 1821.
Sinonimia
- Persicaria dolichopoda (Ohki) Nakai
- Persicaria fusiformis (Greene) Greene
- Persicaria incana Gray
- Persicaria interrupta Gray
- Persicaria maculosa var. argentea Gray
- Persicaria mitis Garsault
- Persicaria pulicariodea Montandon
- Persicaria pusilla Gray
- Persicaria rivularis Opiz
- Persicaria salicifolia Gray
- Peutalis persicaria Raf.
- Polygonon persicarium St.-Lag.
- Polygonum biforme Wahlenb.
- Polygonum dolichopodum Ohki
- Polygonum fusiforme Greene
- Polygonum niloticum Meisn.
- Polygonum persicaria L.
- Polygonum persicaria var. ruderale (Salisb.) Meisn.
- Polygonum puritanorum Fernald
- Polygonum ruderale Salisb.
- Polygonum serotinum Ten.[3]